# 新宮黨
新宮黨（しんぐうとう）指的是以尼子晴久叔父尼子國久及國久諸子尼子誠久、尼子豐久、尼子敬久為首領導的尼子家精銳部隊集團，因為國久的居館在尼子家本城月山富田城北麓的新宮谷，故稱此集團為新宮黨。

## 概要
新宮黨是尼子家的戰鬥主力，戰力強悍，為尼子家立下許多戰功，當時尼子家的宿敵毛利元就頗為憚忌新宮黨的存在。尼子豐久早年戰死，國久與誠久因掌握尼子家部隊主力又戰功彪炳，不免對尼子家當主晴久態度有所驕縱蠻橫不受節制，因而叔姪並君臣關係間產生不快與摩擦。

天文23年(1554年)11月1日，尼子晴久為了鞏固自己當主領導地位(一說是受了毛利元就挑撥)，決定剷除新宮黨勢力。先召國久與誠久前來月山富田城覲見，在前往覲見途中佈置伏兵將兩人殺害，再派遣部隊前往新宮谷剿除國久殘餘勢力，此變稱為「新宮黨事件」。

經此整肅後，晴久以嫡子尼子氏久統領新宮黨殘餘勢力，但新宮黨力量已一蹶不振大不如前，失去精銳的尼子家部隊戰力也因此走向衰弱，種下日後尼子家被毛利元就消滅的遠因。

## 新宮黨成員
- 尼子久幸
- 尼子國久
- 尼子誠久
- 尼子豐久
- 尼子敬久
- 尼子氏久
- 尼子吉久
- 尼子季久
- 尼子勝久

## 關連項目
- 尼子氏
- 尼子勝久